# 파코 아예스테란
프란시스코 마르틴 "파코" 아예스테란 바란디아란 (Francisco Martín "Pako" Ayestarán Barandiarán, 1963년 2월 5일 ~ )은 스페인의 축구 감독이다. 선수 경험은 어린 시절 레알 소시에다드에서 유소년팀에 들어간 것이 전부고, 이후 라파엘 베니테스의 부름을 받아 CA 오사수나에서 코치 생활을 시작한 것이 그의 지도자로써 첫 시작이었다. 이후 CF 엑스트레마두라, CD 테네리페, 발렌시아 CF, 리버풀 FC에서 11년간 5개 팀에서 베니테스의 수석코치로 있게 되었다.

## 수상

### 감독

#### 클럽
테코스
- 아센소 MX (1): 2014 클라우수라

마카비 텔아비브
- 리갓 하알 (1): 2014–15
- 이스라엘 스테이트 컵 (1): 2014–15
- 토토 컵 (1): 2014–15